# Маврино (Псковська область)
Маврино (рос. Маврино) — присілок в Опочецькому районі Псковської області Російської Федерації.
Населення становить 9 осіб. Входить до складу муніципального утворення Глубоковська волость.

## Історія
Від 2015 року входить до складу муніципального утворення Глубоковська волость.

## Населення
| 2001 | 2002 | 2010 | 2013 | 2014 | 2015 | 2016 |
| ---- | ---- | ---- | ---- | ---- | ---- | ---- |
| 45   | ↘25  | ↗32  | ↘7   | ↗8   | ↘7   | ↗9   |